# Olympische Sommerspiele 2008/Teilnehmer (Bhutan)
| Gelbes Symbol für Goldmedaillen mit stilisierten Olympischen Ringen | Graues Symbol für Silbermedaillen mit stilisierten Olympischen Ringen | Braundes Symbol für Bronzemedaillen mit stilisierten Olympischen Ringen |
| ------------------------------------------------------------------- | --------------------------------------------------------------------- | ----------------------------------------------------------------------- |
| —                                                                   | —                                                                     | —                                                                       |

Bhutan nahm bei den Olympischen Spielen 2008 in Peking zum siebten Mal an Olympischen Sommerspielen teil. Die Delegation umfasste zwei Athleten.

## Teilnehmer nach Sportart

### Bogenschießen
- Dorji Dema
Einzel, Frauen: 61. Platz
- Tashi Peljor
Einzel, Männer: 54. Platz